# Program ZORA
Program ZORA je slovenski državni presejalni program za zgodnje odkrivanje predrakavih sprememb materničnega vratu. V celotni Sloveniji deluje od leta 2003. Namen programa je zmanjšanje smrtnosti zaradi raka materničnega vratu, saj gre za eno od redkih oblik raka, ki ga je mogoče preprečiti s presejanjem ter  odkrivanjem in odstranjevanjem predrakavih sprememb.  Praktično vsi primeri raka materničnega vratu so posledica okužbe s humanimi papilomavirusi (HPV), zato bi lahko vse rake na materničnem vratu preprečili s kombinacijo treh ukrepov – cepljenjem še neokuženih posameznikov, presejanjem in zdravljenjem predrakavih sprememb in zgodnjih oblik raka materničnega vratu. V Programu ZORA   ginekologi s pregledovanjem zdravih žensk pravočasno odkrijejo tiste, ki imajo predstopnjo ali začetno stopnjo raka materničnega vratu, ko je možno z enostavnimi terapevtskimi posegi raka preprečiti ali povsem pozdraviti. Program zajema ženske med 20. in 65. letom starosti, ki v zadnjih treh letih niso opravile pregleda z odvzemom brisa materničnega vratu; ženske v tej populaciji prejmejo  na dom pisno vabilo na pregled vsaka tri leta. Ker raste rak materničnega vratu počasi in potrebuje več let, da iz predrakave oblike napreduje v raka, je mogoče s pregledi žensk na tri leta veliko večino nevarnih sprememb materničnega vratu odkriti in zdraviti pravočasno.  V program so pasivno vključene tudi ženske, stare med 65. in 74. letom – pri njih se odvzame bris ob obisku ginekologa; brisi se odvzemajo v enakih triletnih razmikih kot pri mlajših ženskah, vendar pa ženske iz te starostne skupine niso aktivno vabljene v program. Po 74. letu preventivni ginekološki pregledi za preprečevanje raka materničnega vratu niso več utemeljeni.
Ime ZORA je akronim »Zgodnjega Odkrivanja predRAavih sprememb materničnega vratu«.

## Zgodovina
V Sloveniji so ginekološki pregledi z odvzemom brisa dostopni že od leta 1960, vendar ni šlo za spremljanje predrakavih spremeb na materničnem vratu in delež redno pregledanih žensk ni bil znan. Kljub velikemu številu pregledanih brisov se pojavnost raka materničnega vratu od leta 1979 do 1993 ni spreminjala, leta 1994 pa se je začela celo večati in je dosegla vrh leta 1997. Za izboljšanje stanja so na ministrstvu za zdravje imenovali projektno skupino, ki je leta 1996 pripravila predlog za organiziran presejalni program. Program Zora se je začel kot pilotni projekt leta 1998 v ljubljanski regiji, leta 2001 pa tudi v obalnih občinah Izola, Piran in Koper. Naposled so leta 2003 uvedli nacionalni program, ki je pokrival celotno Slovenijo.